# Alenou
Pour l’homme politique français, voir Jean-Marie Allenou.
Ne doit pas être confondu avec Anenou.
Alenou ou Aleinou (hébreu: עָלֵינוּ, litt. "sur nous"; peut être rendu par "il nous incombe") est une prière juive présente dans le siddour et récitée traditionnellement pour clore chacun des trois offices religieux quotidiens.
D'après la tradition juive, cette prière aurait été créée et récitée par Josué après avoir fait entrer les Enfants d'Israël en Terre d'Israël. Elle a plus probablement été composée par Rav, rabbin babylonien du IIIe siècle. Le Aleinou prie Dieu de permettre au peuple juif de Le servir et exprime l'espoir que le monde va reconnaître Dieu et abandonner l'idolâtrie.

## Usage liturgique
Cette prière se trouvait à l'origine au sein de la Amidah du Moussaf ("office supplémentaire") de Roch Hachana, le Nouvel An juif, plus spécifiquement dans le passage connu comme le Malkhouyot (le royaume de Dieu). Dans ce contexte, l'Alenou comportait deux paragraphes, dont le premier est également inclus au moment équivalent dans la liturgie de Yom Kippour.
Au Moyen Âge, la coutume se répandit de lire le premier paragraphe chaque jour à la fin de la prière du matin ou à la fin des prières de la journée. Au XVIe siècle, le kabbaliste Hayyim ben Joseph Vital, s'appuyant sur l'opinion de son maître, Rabbi Isaac Ashkenazi de Louria, institua la lecture des deux paragraphes à l'issue de tous les offices, ainsi que sa conclusion par le verset concluant le Livre de Sophonie : en ce jour que Dieu soit Un et que Son Nom soit Un.
Ces modifications ont été acceptées par toutes les communautés à l'exception des Juifs d'Espagne et du Portugal qui conservèrent une version courte du Aleinou.

## Texte
Ce qui suit est la première partie de la version ashkénaze actuelle de la prière (un second paragraphe, controversé - cf. infra - est omis par certains).
| #                                                    | Traduction française                                                       | Transcription                              | Hébreu                        |
| ---------------------------------------------------- | -------------------------------------------------------------------------- | ------------------------------------------ | ----------------------------- |
| 1                                                    | Il nous incombe de louer le Seigneur de tout,                              | Alenou lèshabea'h la'Adon hakol            | עָלֵינוּ לְשַׁבֵּחַ לַאֲדוֹן הַכֹּל,         |
| 2                                                    | de proclamer la grandeur de Celui qui forme toute la Création,             | latet gedoulah lèyotzer bereshit,          | לָתֵת גְּדֻלָּה לְיוֹצֵר בְּרֵאשִׁית,        |
| 3                                                    | Car Il ne nous a pas faits comme les nations des autres terres,            | shèlo 'assanou kègoyei ha'aratzot,         | שֶׁלֹּא עָשָׂנוּ כְּגוֹיֵי הָאֲרָצוֹת,        |
| 4                                                    | et ne nous a pas mis comme les familles de la Terre.                       | vèlo samanou kèmish'pèchot ha'adamah,      | וְלֹא שָׂמָנוּ כְּמִשְׁפְּחוֹת הָאֲדָמָה.       |
| 5                                                    | Car Il n'a pas mis notre part comme eux,                                   | shelo sam 'hel'qenou kahem,                | שֶׁלֹּא שָׂם חֶלְקֵנוּ כָּהֶם,             |
| 6                                                    | et notre destinée comme toutes leurs multitudes.                           | vègoralenou kèkhol hamonam.                | .וְגוֹרָלֵנוּ כְּכָל הֲמוֹנָם            |
| Certaines congrégations en dehors d'Israël omettent: |                                                                            |                                            |                               |
| 7                                                    | (Car ils s'inclinent devant souffle et vide                                | (Shèhem mishta'havim lèhevel variq         | (שֶׁהֵם מִשְׁתַּחֲוִים לְהֶבֶל וָרִיק,       |
| 8                                                    | et prient un dieu qui ne sauve pas.)                                       | oumit'palèlim el El lo yoshia)             | וּמִתְפַּלְּלִים אֶל אֵל לֹא יוֹשִׁיעַ.      |
| 9                                                    | Et (mais) nous nous prosternons, nous nous inclinons, et reconnaissons,    | Va'anaḥnou qor`im, oumishtaḥavim oumodim,  | וַאֲנַחְנוּ כֹּרעִים ומשתחווים ומודים |
| 10                                                   | au-devant du Roi, le Roi des rois,                                         | lif'nei Melekh, Mal'khei ham'lakhim,       | לִפְנֵי מֶלֶךְ מַלְכֵי הַמְּלָכִים          |
| 11                                                   | Le Saint, béni soit-Il.                                                    | haQadosh baroukh Hou.                      | הַקָּדוֹשׁ בָּרוּךְ הוּא.               |
| 12                                                   | Celui Qui étend les cieux, et établit les fondations de la terre,          | Shehou noteh shamayim, vèyossed aretz,     | שֶׁהוּא נוֹטֶה שָׁמַיִם וְיֹסֵד אָרֶץ,      |
| 13                                                   | et dont la résidence de prédilection est dans les cieux supérieurs,        | oumoshav yèqaro bashamayim mima'al,        | וּמוֹשַׁב יְקָרוֹ בַּשָּׁמַיִם מִמַּעַל,        |
| 14                                                   | et dont la Présence de Sa puissance est dans les plus hautes des hauteurs. | oushkhinat ouzo bègav'hei mèromim,         | וּשְׁכִינַת עֻזּוֹ בְּגָבְהֵי מְרוֹמִים.      |
| 15                                                   | Il est notre Dieu et il n'y en a pas d'autre,                              | Hou Elohenou, vèein od,                    | הוּא אֱלֹהֵינוּ וְאֵין עוֹד,          |
| 16                                                   | en vérité notre Roi, rien [n'est] en dehors de Lui.                        | emet malkenou, èfès zoulato,               | אֱמֶת מַלְכֵּנוּ אֶפֶס זוּלָתוֹ.          |
| 17                                                   | Ainsi qu'il est écrit dans Sa Torah:                                       | kakatouv baTorato:                         | כַּכָּתוּב בַּתּוֹרָה:                  |
| 18                                                   | "Et tu sauras en ce jour, et tu le mettras en ton cœur,                    | vèyad'ata hayom, vahashevota el lèvavekha. | וְיָדַעְתָּ הַיּוֹם וַהֲשֵׁבֹתָ אֶל לְבָבֶךָ,     |
| 19                                                   | qu'Adonaï, Lui est le Dieu (Maître de toutes les puissances),              | Ki Adonaï, hou haElohim,                   | כִּי יי הוּא הָאֱלֹהִים              |
| 20                                                   | dans les cieux supérieurs                                                  | bashamayim mima`al,                        | בַּשָּׁמַיִם מִמַּעַל                    |
| 21                                                   | et sur la terre en dessous. Il n'y en a pas d'autre."                      | vèal ha'aretz mita'hat. Ein od.            | וְעַל הָאָרֶץ מִתָּחַת. אֵין עוֹד        |

### Passage controversé
La prière contient à l'origine la phrase suivante :
Car ils s'inclinent devant souffle et vide, et prie un dieu qui ne les sauve pas.
Cette phrase est tirée de la Bible hébraïque, Isaïe 45:20. "Assemblez-vous et venez, approchez ensemble, réchappés des nations ! Ils n’ont point d’intelligence, ceux qui portent leur idole de bois, et qui invoquent un dieu incapable de sauver." (LSG 1910) Cependant, elle fut perçue avec suspicion par les autorités chrétiennes du Moyen Âge, qui croyaient y voir une allusion à Jésus, et fut supprimée de nombreux siddourim ashkénazes. Cependant, elle demeure dans les livres de prière sépharades et italiens.
Reuven Hammer, un rabbin Massorti, commente à propos de cette phrase expurgée:
Originellement, le texte disait que Dieu ne nous avait pas faits comme les nations qui "s'inclinent devant vide et vanité, et prient un dieu impuissant," [...] Au Moyen Âge, ces mots furent censurés, car l'église pensait qu'ils constituaient une insulte au christianisme. Les omettre tend [cependant] à donner l'impression que l'Alenou nous enseigne que nous sommes à la fois différents et meilleurs que les autres. 
[S]a véritable intention est de dire que nous sommes reconnaissants à Dieu de nous avoir illuminés, de sorte qu'à la différence des païens, nous honorons le vrai Dieu et non des idoles. Il n'y a pas de supériorité inhérente à être Juif, mais nous affirmons bien la supériorité du monothéisme sur le paganisme. Bien que le paganisme existe encore de nos jours, nous ne sommes plus les seuls à croire en un Dieu [Un].
Par ailleurs, Ismar Elbogen estimait que l'entièreté de cette prière, cette ligne incluse, prédatait le christianisme.

#### Restauration orthodoxe et variations
Des autorités rabbiniques orthodoxes, particulièrement le Rabbin Yehoshua Leib Diskin (Maharil Diskin), décidèrent de restaurer cette phrase au sein des communautés qui l'omettaient. Elle a été rétablie dans de nombreux siddourim orthodoxes, mais cet usage ne s'est pas répandu aux communautés non-orthodoxes.
Parmi ceux-ci, les juifs réformés ont même remodelé la phrase d'introduction afin que la prière ait une connotation plus positive. Par exemple, la version du Mouvement Réformé Britannique emprunte des expressions provenant de la bénédiction sur la Torah, commençant "Il est de notre devoir de louer le Seigneur de tout, d'attribuer grandeur à Celui qui a fait la création, qui nous a choisis parmi les peuples, et nous a donné Sa Torah. C'est pourquoi nous nous prosternons, etc."
Les juifs reconstructionnistes omettent toute référence au peuple élu.